# Municipio de Grand (Ohio)
El municipio de Grand (en inglés: Grand Township) es un municipio ubicado en el condado de Marion en el estado estadounidense de Ohio. En el año 2010 tenía una población de 391 habitantes y una densidad poblacional de 8,3 personas por km².

## Geografía
El municipio de Grand se encuentra ubicado en las coordenadas 40°39′51″N 83°22′7″O / 40.66417, -83.36861. Según la Oficina del Censo de los Estados Unidos, el municipio tiene una superficie total de 47.13 km², de la cual 47,11 km² corresponden a tierra firme y (0,03 %) 0,01 km² es agua.

## Demografía
Según el censo de 2010, había 391 personas residiendo en el municipio de Grand. La densidad de población era de 8,3 hab./km². De los 391 habitantes, el municipio de Grand estaba compuesto por el 98,72 % blancos, el 0,77 % eran afroamericanos, el 0,26 % eran amerindios, el 0,26 % eran de otras razas. Del total de la población el 0,26 % eran hispanos o latinos de cualquier raza.